# Sotta
Sotta je naselje in občina v francoskem departmaju Corse-du-Sud regije - otoka Korzika. Leta 1999 je naselje imelo 808 prebivalcev.

## Geografija
Kraj leži na južnem delu otoka Korzike 42 km jugovzhodno od Sartène.

## Uprava
Občina Sotta skupaj s sosednjimi občinami Figari, Monacia-d'Aullène in Pianotolli-Caldarello sestavlja kanton Figari s sedežem v istoimenskem kraju. Kanton je sestavni del okrožja Sartène.

## Zanimivosti
- Spomenik mrtvim v prvi in drugi svetovni vojni